# Кашин-Оболенский, Иван Михайлович
Князь Иван Михайлович Кашин-Оболенский († 1632) —  рында, стольник и воевода во времена правления царя Михаила Фёдоровича. Рюрикович в XXII колене.
Старший сын князя и боярина Михаила Фёдоровича из рода князей Кашины-Оболенские.
Имел младшего брата, стольника Дмитрия Михайловича († 24 сентября 1632), последний представитель рода, погребён в Троице-Сергиевой лавре.

## Биография
На обеих свадьбах царя Михаила Фёдоровича был в числе поезжан (19 сентября 1624 и 05 февраля 1626). Стольник, на отпуске персидского посла Русам-Бека, вместе с братом Дмитрием Михайловичем, перед Государём "явста ставили" (17 мая 1625). На приёмах французских и шведских послов, вместе с братом, рында в белом платье (1629-1630).  Назначен воеводой в Вязьму (08 марта 1630- 1631). При приёме послов, рында в белом платье с топором (17 мая, 17 и 22 июля, 04 сентября 1631).
За братьями: Иваном и Дмитрием Михайловичами числились поместья: Спасское, Брыкино, Криволёво, Копырино, Ишутьево, Зубиха в Оболенском уезде.
От брака с неизвестной имел дочь, княжну Марию Ивановну.
Умер († 28 мая 1632), похоронен с родителями в Троице-Сергиевой лавре, о чём свидетельствовала надгробная надпись: "Князь Иван Михайлович Кашин-Оболенский представился 140 (1632) году мая в 28 день".